# 282e régiment d'infanterie Foggia
La 282e régiment d'infanterie Foggia (en italien : 282ª Reggimento fanteria "Foggia") était un régiment d'infanterie de l'armée italienne pendant la Seconde Guerre mondiale.

## Histoire
Le régiment est constitué le 10 juin 1940, il est engagé dans la bataille de Bardia où il est détruit puis considéré dissout par la guerre (du 3 au 5 janvier 1941).

## Composition
Le régiment est composé d'un commandant (et d'un adjoint), de trois bataillons de carabiniers, de mortiers et d'une batterie d'armes 65/17.